# 삼척 김씨
삼척 김씨(三陟金氏)는 강원특별자치도 삼척을 본관으로 하는 한국의 성씨이다. 
시조 김위옹(金渭翁)은 신라 경순왕의 여덟번째 아들 김추(金錘)의 아들로 고려조에 좌승상 삼한벽상공신(三韓壁上功臣)에 오르고 실직군왕(悉直郡王)에 봉하여졌다. 실직국(悉直國)은 삼척(三陟)의 고호(古號)이다.

## 역사
시조 김위옹(金渭翁)은 고려조에 검교사농경 겸 어사대부, 은청광록대부, 상주국 좌승상에 이르렀고, 삼한벽상공신에 책록되어 실직군왕(悉直郡王)에 봉해지고, 실직(悉直. 삼척) 일대를 식읍으로 받았다고 한다.
후손 김복영(金僕永)은 고려때 관찰사를 지내고, 김승련(金承鍊)은 사공을 지냈으며, 김영(金泳)은 금자광록대부에 오르고 밀직사 평장사를 역임하였다. 김윤성(金允成)은 고려 무신으로 대장군을 지냈다. 
김윤성의 아들 김인궤(金仁軌)는 고려 충렬왕때 전법총랑 호군전객령을 역임하고 조현대부에 올랐는데, 그는 안동부 가야향(加也鄕) 사람인데, 호군의 벼슬에 올라 1284년(충렬왕 10) 홍건적 토벌에 공을 세워 그 향(鄕)을 춘양현(春陽縣)으로 승격 시켰다. 1393년(태조2) 금자광록대부문하시중(金紫光祿大夫門下侍中)에 증직(贈職)되고, 왕으로부터 서대(犀帶)를 받았다. 일파(一派)를 형성하였다. 동생 김의궤(金義軌)도 충목왕 때 과거에 급제하여 문하시랑 호부상서를 지냈다.
김위(金偉)는 지양주지사를 지내고 삼등 공신의 녹훈을 받았으며, 김광연(金光演)은 전리판서를 지냈다.
조선시대에는 김병충(金秉忠)이 중종반정에 큰 공을 세워 정국공신에 책록되었으며, 김양필(金良弼)은 무과에 급제하여 경상좌도우후 겸 동래부사에 재직하며 삼포 왜란 때 큰 공을 세워 선무공신에 책봉되었다. 김양보(金良輔)는 임진왜란 중 선조를 한양에서 의주까지 줄곧 호종한 공을 세워 호성공신에 녹훈되었으며, 김기문(金起文)도 임진왜란 때 김양보 등과 함께 선조를 의주까지 호송한 공으로 호성공신에 책록되고 진성군(眞城君)에 봉해져 가문을 빛냈다.

### 상계
김위옹의 아버지 신라 경순왕의 여덟번째 아들 김추(金錘)로 고려 조에 문하시중을 지내고 일선군(一善君) 또는 삼척군(三陟君)에 봉해졌다고 한다. 근세에 들어와서 시조로 소원시켰다.

### 보본단 및 재실 조성
1838년(헌종 4) 가을 시조 김위옹의 무덤으로 추정되는 곳을 후손 김학조(金學祚), 김흥일(金興一) 등이 삼척부사 이규헌(李圭憲)에게 선조의 유적과 지석을 찾아보겠다고 간청하여 발굴하였더니, 내외 관곽은 돌로 깎아 쌓았으며 출토품으로 토기 여러 점이 나오고 무덤 형태가 신라계 봉토 석실분으로 추정되었다. 얼마 뒤 후손들이 묘를 개축하고, 보본단(報本壇)과 재사(齋舍) 추원재(追遠齋)를 건립하였다. 이후 1937년 후손 김원갑(金源甲), 김형익(金炯益) 등이 종중에 수축할 것을 건의하여 석의를 갖추어 묘역을 조성하여 능으로 봉하였다.

## 본관
삼척은 삼한시대에 실직국(悉直國)이었는데, 고구려 장수왕의 남하정책으로 일시 고구려의 영토가 되었으나, 505년(신라 지증왕 6) 신라가 다시 회복해 실직주(悉直州)를 설치하였다. 757년(신라 경덕왕 16) 삼척군으로 개칭되고, 강릉(江陵)·명주(溟州)의 관하가 되었다. 영현으로 죽령(竹嶺)·만경(滿卿)·우계(羽溪)·해리(海利)를 관할 하였다.
995년(성종 14) 척주(陟州)로 승격되고, 1018년(현종 9) 삼척현으로 강등되어 동계에 속했다가 1377년 지군사(知郡事)가 파견되었다. 1393년(태조 2)에 태조의 5대조 목조(穆祖)의 외향이므로 부(府)로 승격되어 부사가 파견되었다. 1413년(태종 13) 도호부로 승격되었다. 척주·진주 등의 별호로 불렸다. 지방제도 개정으로 1895년에 강릉부 삼척군, 1896년에 강원도 삼척군이 되었다. 1986년에 삼척읍이 삼척시로 승격되었다.

## 인물

### 고려
- 김자영(金自英) : 김위옹(金渭翁)의 첫째 아들, 교위(校尉)
- 김자남(金自男) : 김위옹(金渭翁)의 둘째 아들, 삼중대광(三重大匡) 태사(太師)
- 김복영(金僕永) : 관찰사(觀察使)
- 김승련(金承鍊) : 사공(司空)
- 김정위(金正位) : 김자영(金自英)의 증손, 동래부사(東萊府使)
- 김도남(金圖南) : 공조참판(工曺參判), 한성판윤(漢城判尹)
- 김중순(金仲淳) : 상장군(上將軍)
- 김계순(金季淳) : 상장군(上將軍)
- 김난손(金蘭孫) : 정국원종이등공신
- 김득강(金得綱) : 용담부사
- 김보(金寶) : 병조참정(兵曹參正), 공조참판(工曹參判), 부 김양좌(金良佐)
- 김자주(金自柱) : 대장군(大將軍)
- 김윤성(金允成) : 대장군(大將軍)
- 김정휘(金正暉) : 도통사(都統使), 대장군(大將軍)
- 김유(金儒) : 전리총랑 친종호군(典理摠郎親從護軍), 대호군(大護軍), 부 김정휘
- 김산수(金山壽) : 안동부사
- 김득강(金得江) : 간의대부 대사간(大司諫), 부 김산수(金山壽)
- 김해(金偕) : 호부상서(戶部尙書)
- 김응(金膺) : 상장군(上將軍)
- 김인궤(金仁軌) : 호군(護軍), 충렬왕때 홍건적 토벌에 공을 세움, 일파(一派)를 형성
- 김의궤(金義軌) : 1347년(충목왕 3) 급제, 문하시랑(門下侍郞), 호부상서(戶部尙書), 형 김인궤(金仁軌)
- 김위(金偉) : 지양주사(知襄州事)
- 김광연(金光演) : 전리판서(典理判書), 중랑장

### 조선
조선시대 문과 급제자 8명을 배출하였다.
- 김천봉(金天奉) : 개국원종공신
- 김익정(金益精) : 이부상서
- 김학(金鶴) : 전의감
- 김광연(金光鍊) : 전리판서
- 김광유(金光裕) : 중랑장
- 김충민(金忠敏) : 한성부윤, 부 김위(金偉)
- 김계(金啓) : 판관(判官), 부 김충민(金忠敏), 조부 김위(金偉)[7]
- 김상(金尙) : 1405년(태종 5) 식년시 동진사 급제, 숙천부사, 부 김충민(金忠敏), 조부 김위(金偉)
- 김율(金硉) : 1478년(성종 9) 친시 급제, 제주목사, 부 김원신(金元信), 조부 김창(金敞), 증조부 김충민(金忠敏)
- 김미(金亹) : 1522년(중종 17) 식년시 급제, 한림, 옥당, 승정원승지, 대사간, 부 김률(金硉)
- 김성경(金成慶) : 안동대도호부사
- 김욱(金郁) : 병조판서
- 김중순(金仲淳) : 상장군
- 김계순(金季淳) : 상장군
- 김말순(金末淳) : 군자정감
- 김병충(金秉忠) : 중종반정의 정국공신
- 김양필(金良弼) : 동래부사, 삼포왜란 선무원종공신
- 김양보(金良輔) : 내시(內侍), 선조 때 호종공신, 척주군(陟州君)
- 김취장(金就章) : 1630년(인조 8) 문과 급제, 형조정랑(刑曹正郞)
- 김염(金埝) : 1682년(숙종 8) 문과 급제, 병조좌랑(兵曺佐郞), 현감(縣監), 부 김두찬(金斗燦)
- 김의택(金儀宅) : 오위도총관(五衛都摠管)
- 김사남(金士男) : 한성좌윤(漢城左尹)
- 김기문(金起文) : 왕자사부, 호성공신, 진성군(眞城君)
- 김충민(金忠敏) : 한성부윤
- 김응한(金應漢) : 승정원 좌부승지
- 김억수(金億壽) : 호조판서
- 김병수(金秉洙) : 1819년(순조 19) 문과 급제, 부 김은대(金銀大)
- 김달준(金達㻐) : 1851년(철종 2) 문과 급제, 부 김창우(金昌禹)
- 김문수(金汶秀) : 고종 때 장연부사
- 김윤성(金允聲) : 1866년(고종 3) 문과 급제, 부 김재홍(金在弘)

### 근·현대
- 김건(金鍵) : 한국은행 총재
- 김윤(金潤) : 공학박사, 강원대 교수
- 김일(金一) : 공학박사, 단국대 교수, 신라김씨연합대종원교육위원,
- 김진(金辰) : 법학박사 서울대 교수
- 김진(金振) : 치의학박사, 카돌릭대 교수, 성모병원 치과장
- 김희(金熙) : 서울 대신고등학교 설립, 재단이사장
- 김건우(金健宇) : 경제학박사, 경희대 교수
- 김계영(金繼榮) : 숭실대학원 공학 박사, 숭실대 교수
- 김관오(金冠五) : 육군소장,건국공로훈장
- 김광호(金光鎬) : 변호사, 영월군의회 의장
- 김규원(金圭元) : 이사관, 강원도 국장, 동해시.태백시 부시장
- 김규종(김규종) : 상공부 과장
- 김규진(金圭鎭) : 치의학박사 치의과 원장
- 김규환(金圭煥) : 국회의원, 자유한국당 원내부대표
- 김극현(金極炫) : 삼일재단이사장 삼척 삼일중고등학교
- 김근수(金謹壽) : 체육학박사, 공군대령, 공사 교수
- 김근홍(金根弘) : 공학박사
- 김기영(金琪榮) : 5도청 개성시장
- 김기영(金琪榮) : 농공학박사, 농촌진흥청 연구관
- 김기하(金起河) : 동해시의회 의장, 강원도의회 의원
- 김길수(金吉壽) : 부이사관, 병무청,실직군왕대제 초헌관
- 김길수(金吉壽) : 동해 한시협회 회장, 전국 한시 백일장 장원, 입선30회
- 김남열(金南㤠) : 경제학박사, 중소기업개발원 원장
- 김남하(金南河) : 대한통운(주) 사장
- 김남호(金南鎬) : 한림대학교 의학박사, 바디텍메드(주) 중앙연구실장
- 김대극(金大極) : 공학박사, 한림성심대학교 교수
- 김대길(金大吉) : 강원도 교육감
- 김대수(金大壽) : 공학박사. 삼척대 총장, 삼척시장(민선4~5대)
- 김덕숙(金德淑) : 이학박사, 서일대 교수
- 김덕호(金德鎬) : 경기지방경찰청 지도관, 홍조근정훈장
- 김도준(金道俊) : 강원도의회 의장
- 김동규(金東圭) : 문학박사, 삼척대학교
- 김동수(金東壽) : 의학박사, 의원장(미국)
- 김동언(金東彦) : 문학박사. 강남대 교수
- 김동열(金東㤠) : 공학박사, 삼척대 교수
- 김동열(金東㤠) : 강원도의회 의원, 철탑산업훈장, 한국농수산유통공사 상임이사, 한국농업경영인연합회중앙회장
- 김동영(金東榮) : 서울대학교대학원 물리학 박사,일본대학교 교수
- 김동정(金東晸) : 문학박사, 카돌릭관동대 교수
- 김동찬(金東贊) : 공학박사, 삼성반도체
- 김동호(金東鎬) : 족보명 흥오(興五. 1879~1932), 독립운동가 애국지사, 건국훈장 애국장 수장
- 김명하(金明河) : 부산대 대학원, ㈜삼왕대표
- 김무영(金武榮) : 건설부 이사관
- 김무호(金武鎬) : 고려대행정대학원, (합)현대산업 회장, ㈜여운 회장
- 김문기(金文基) : 환경공학박사, ㈜립코 연구소장
- 김범준(金範竣) : 배티스트대학 박사과정, 평강교회 담임목사, 나무와사람들 대표
- 김병수(金炳壽) : 의학박사 전문의 ,텍사스 주립대학 교수
- 김병일(金炳一) : 벤드필드 대학 이학 박사,
- 김부욱(金富旭) : 동해, 철원, 남대문 갈릉 경찰서장
- 김삼수(金三秀) : 환경부 과장
- 김상수(金相壽) : 강원도민일보 이사, 논설실장
- 김상용(金相龍) : 서울대 법대, 사법고시 합격, 변호사
- 김상용(金相龍) : 강원도의회 의원, 한국농업경영인연합회중앙회장
- 김상태(金尙台) : 족보명 상호(尙鎬. 1862~1911), 한말 항일 의병장, 대한민국건국훈장 수장
- 김상하(金相河) : 삼척향교 전교, 성균관 전학 전의,
- 김성기(金盛基) : 가평군수(민선5~7기)
- 김성극(金晟極) : 한국온공단 이사장
- 김성수(金星壽) : 상시무량 대표, 삼척향교 전교
- 김성영(金成榮) : 수필가, 저서 “막차를 기다리며” 외 다수
- 김수근(金洙根) : 강원도 교육감
- 김수업(金壽業) : 서울대 대학원 이학박사, 상지대 교수
- 김수중(金洙重) : 육군중장
- 김수진(金秀眞) : 의학박사, 동국대의대 교수
- 김수진(金洙振) : 중앙회고문, 인천국제공항 상임고문, 전대통령특보
- 김수창(金洙昌) : 농학박사, 강원대학교 임과 대학장
- 김승배(金勝培) : 경제학박사, 대학교수
- 김승호(金丞鎬) : 공학박사, 강원대 부총장
- 김양호(金良鎬) : 삼척시장, 강원도의회의원
- 김연식(金鍊寔) : 정치학석사, 태백시장, 강원도의회 의원
- 김영기(金永基) : 의학박사, 강릉병원 원장
- 김영선(金英善) : 연세대 행정고시, 보건복지부
- 김영수(金泳壽) : 이학박사, 농촌진흥청 연구원
- 김영조(金泳助) : 서기관, 삼척시 총무사회국장
- 김영하(金瑛河) : 문학박사, 성균관대 교수
- 김영호(金榮浩) : 국제라이온스협회354E지구제7지역총재,삼처김씨대종회재무국장
- 김완영(김롼영) :(주)웰코스 이사상무, 상지대
- 김용수(金容壽) : 현대건업(주) 대표이사
- 김용호(金龍鎬) : 국회의원(7.8.9.10대), 공화당 원내총무, 사무총장
- 김우영(金宇榮) : 사법고시, 변호사, 제7대 국회의원
- 김우용(金禹鎔) : 2009년 신인문학상 시부문 등단
- 김원권(金源權) : 법학박사, 강릉원주대 교수
- 김원덕(金源德) : 공학박사, 삼척대 교수
- 김원두(金源斗) : 서기관, 동해시 건설국장, 삼척김씨대종회 사무총장, 부회장
- 김원득(金源得) : 태백산인, 대한민국서예대전입선, 대한민국미술대전 입선, 전국휘호대전 특선
- 김원명(金源明) : 농학박사, 환경주 연구관
- 김원병(金源秉) : 삼척시의회 의장, 강원도의회 의원
- 김원석(金源奭) ; 이학박사, 강릉대학원장
- 김원석(金源錫) : 의학박사, 서울대 교수
- 김원오(金源五) : 동해시의회 의장, 강원도 의회 의원, 동해농협 조합장
- 김원우(金源佑) : 서기관, 삼척시 동해시 부시장, 삼척시문화원장
- 김원일(金源一) : 중앙정보부 국장
- 김원일(金源一) : 강원도 건설과장
- 김원준(金源竣) : 강릉 춘천경찰서과장(경정), 춘천라이온스회장,  삼척김씨대종회 고문.종사총람 감수, 내무부장관 표창
- 김원창(金源昌) : 정선군수
- 김원천(金源千) : 황조근정훈장, 대종회 상임부회장, 삼척김씨 기축대동보 편집, 삼척김씨 인터넷족보, 시조삼척군 휘 추 영정기 씀
- 김원하(金源河) : 서울시청 국장
- 김원하(金元河) : 동해시교육지원청 교육장, 삼척김씨대종회장(37~38대)
- 김윤재(金尹在) ; 동명디엔씨 회장, 동해시상공회의소 회장, 동해시 체육회장
- 김윤장(金尹章) : 공학박사, 하이닉스 연구원
- 김윤해(金倫楷) : 공학박사, 삼성전자연구소 연구원
- 김은숙(金恩淑) : 중앙대 예술대, 시조 시인, 한국여성시조문학회 이사
- 김응영(金應榮) : 신학박사, 대학교수
- 김이수(金珥壽) : 의학박사, 한림대 교수
- 김익영(金益榮) : 농학박사, 미국 보건연구원
- 김익수(金益壽) : 경영학박사, 삼척대 교수, 삼척김씨대종회 회장(39~40대)
- 김인하(金仁河) : 강원도 검도회장, 전국 검도회장단 협의회 회장 삼척김씨대종회 회장(45~46대)
- 김일용(金一鎔) : 공학박사, 대학교수
- 김장하(金章河) : 경영학박사, 강릉관동대 교수
- 김재철(金在徹) : 행정학박사, 경기대 교수
- 김재홍(金宰弘) : 경주김씨보학연구회 부회장, 삼척김씨보학영구회장, 신라종친연합 부총재, 신라김씨대종원 홍보위원
- 김종화(金鐘華) : 서울고등법원 부장판사, 변호사
- 김준수(金俊壽) : 공학박사, 국방부
- 김준해(金準楷) : 부이사관, 강원도산림국장, 강원도산림과학원장
- 김중수(金仲壽) : 경제학박사, 강릉대 교수
- 김진갑(金鎭甲) : 해군소장, 동해해역사령부 사령관, 창원기는대학장
- 김진구(金鎭玖) : 철학박사, 한양대 교수
- 김진구(金鎭九) : 미국LA 한미TV방송 회장
- 김진규(金鎭奎) : 경찰서장, 강원도경찰학교장
- 김진배(金鎭培) : 미국 시카코 한미방송 사장
- 김진억(金鎭億) : 동해시교육지원청 교육장
- 김진원(金鎭源) : 문학박사, 고려대 교수
- 김진원(金鎭元) : 향토사학자, 신문화도입 선구자, 향토문화연구서 ‘육향정’발간
- 김진익(金鎭翊) : 육군준장
- 김진종(金鎭琮) : 동해 시설관리공단 이사장, 서기관,
- 김진하(金鎭河) : 평화통일 정책자문위원, 삼척김씨대종회 회장(43~44대) 삼척김씨 시조묘(始祖廟 )및 기적비(紀蹟碑) 건립,
- 김진한(金鎭翰) : 동해시 원로회장, 삼척김씨대종회 고문
- 김진해(金鎭海) : 강원도 건설도시국장
- 김진홍(金鎭洪) : 공군소장, 경영학박사, 국방융복합기술연구소 부소장
- 김진환(金鎭煥) : 강원도 건설국장, 홍저근정훈장
- 김진환(金鎭煥) : ㈜석영엔지니어링 회장
- 김진후(金鎭厚) : ㈜원일엔지니어링 대표이사
- 김청하(      ) : 대통령 경호처 경호관
- 김충수(金充壽) : 의학박사, 연세대 교수
- 김태경(金泰暻) : 교육학석사, 인재개발교육전공
- 김태수(金太壽) : 서기관, 삼척시 건설국장
- 김태용(金泰鎔) : 서기관, 삼척시 총무사회국장
- 김택용(金澤龍) : 광주광역시 인하학교 설립, 이사장
- 김학기(金鶴基) : 행정학박사, 동해시장(4~5대)
- 김한수(金漢壽) : 서울, 대신고등학교 교장
- 김형경(金炯景) : 경제학박사, 강릉대 교수
- 김형대(金炯大) : 부산동아대, 태평공업 대표
- 김형무(金炯武) : 동해교육지원청 교육장, 쌍용장학재단 이사장
- 김형묵(金炯黙) : 의학박사, 의원장
- 김형배(金炯培) : 공업진흥청장, 중소기업진흥공단 이사장
- 김형배(金炯培) : 강원도의회 사무처장, 강원랜드 사장
- 김형배(金炯培) : 강원도지방교육원 원장
- 김형삼(金炯三) : 변호사
- 김형순(金炯順) : 서울대 법대, 광주고등검찰청 부장검사
- 김형순(金炯淳) : 부이사관, 동해시 문화원장, 동해시민대상수상자협의회장
- 김형술(金炯述) : 공학박사, 대림대학, 수원과학대학 교수
- 김형승(金炯昇) : 산림청 이사관
- 김형영(金亨榮) : 의학박사, 부산 고신대 의과대학 교수
- 김형욱(金炯郁) : 경제학박사, 홍익대 교수
- 김형주(金炯周) : 의학박사, 서울병원 원장
- 김형준(金炯俊) : 인천지방검찰청 검사
- 김형진(金炯晉) : 서울대, 창덕금속(주) 대표이사 회장, 한국동공업협동조합 이사, 삼척김씨대종회고문, 실직군왕대제 초헌관
- 김형천(金炯玔) : 강릉시청 산업경제국장
- 김형춘(金炯春) : 삼척교육지원청 장학관, 동해교육지원청 교육장
- 金炯哲(金炯哲) : 경제학박사, 대학교수
- 金炯鶴(金炯鶴) : 동해시교육지원청 교육장, 동해시장학재단,이사장
- 김형화(金炯華) : 시인, 시세계지 등단
- 김호찬(金鎬燦) : 삼척김씨대종회 고문, 찰방공 휘 상구 묘갈명 씀
- 김홍주(金洪柱) : 이사관, 강원도환동해 본부장, 강원도의회 사무처장
- 김효영(金孝榮) : 서울대학교, 경희대 교수, 충북.경남지사, 석공총재, 국제키비탄 한국총재, 국회의원(9.10.12.14대)
- 김흥구(金興九) : 공학박사, 워싱턴 주 대학 교수
- 김흥기(金興起) : 서기관
- 김흥률(金興律) : 문막중고 교장 황조근정 훈장
- 김흥문(金興文) : 서기관 동해시 총무국장
- 김흥인(金興麟) : 경제학박사, 세종대학교 교수
- 김언수(      ) : 수경금속 대표

## 분파
- 교위공파(校尉公) - 김자영(金自英)
  - 상서공파(尙書公派) - 김려(麗)
  - 금자광록대부공파(金紫光祿大夫公派) - 김인궤(仁軌)
  - 문하시중공파(門下侍中公派) - 김의궤(義軌)
  - 합문지후공파(閤門祗侯公派) - 김유(儒)
  - 호부상서공파(戶部尙書公派) - 김해(偕)
  - 수의부위공파(修義副慰公派) - 김인(仁)
  - 양간공파(良簡公派) - 김흥례(興禮)

- 태사공파(太師公) - 김자남(金自男)
  - 지정주사공파(知定州事公派) - 김리(理)
  - 상장군공파(上將軍公派) - 김응(膺)
  - 첨정공파(僉正公派) - 김극(郤)
  - 중랑장공파(中郞將公派) - 김충(冲)
  - 무공랑공파(務工郞公派) - 김제(隄)
  - 대호군공파(大護軍公派) - 김수(隋)
  - 사정재훈공파(司正載勳公派) - 김천봉(天奉)
  - 부령공파(部令公派) - 김정실(精實)
  - 대사간공파(大司諫公派) - 김득강(得江)
  - 병절교위공파(秉節校慰公派) - 김득영(得泳)
  - 진사공파(進士公派) - 김서(西)
  - 보공랑공파(保功郞公派) - 김거(琚)
  - 보공랑공파(保功郞公派) - 김순(珣)

## 항렬표
| 27세    | 28세            | 29세            | 30세            | 31세            | 32세            | 33세            |
| ------- | --------------- | --------------- | --------------- | --------------- | --------------- | --------------- |
| 흥(興)○ | ○호(鎬) ○횡(鐄) | 원(源)○ 숙(淑)○ | ○영(榮) ○식(植) | 형(炯)○ 찬(燦)○ | ○수(壽) ○기(基) | 진(鎭)○ 연(鍊)○ |

| 34세            | 35세            | 36세            | 37세            | 38세            | 39세            | 40세            |
| --------------- | --------------- | --------------- | --------------- | --------------- | --------------- | --------------- |
| ○하(河) ○태(泰) | 동(東)○ 근(根)○ | ○현(炫) ○환(煥) | 재(在)○ 규(圭)○ | ○용(鎔) ○석(錫) | 수(洙)○ 낙(洛)○ | ○해(楷) ○극(極) |

| 41세            | 42세            | 44세            | 44세            | 45세            | 46세            | 47세            |
| --------------- | --------------- | --------------- | --------------- | --------------- | --------------- | --------------- |
| 병(炳)○ 희(熙)○ | ○혁(赫) ○철(喆) | 종(鐘)○ 옥(鈺)○ | ○순(淳) ○택(澤) | 상(相)○ 계(桂)○ | ○노(魯) ○열(烈) | 선(善)○ 중(重)○ |

| 48세            | 49세            | 50세            | 51세            | 52세            | 53세            | 54세            |
| --------------- | --------------- | --------------- | --------------- | --------------- | --------------- | --------------- |
| ○록(錄) ○일(鎰) | 영(永)○ 한(漢)○ | ○환(桓) ○래(來) | 연(然)○ 남(南)○ | ○준(埈) ○균(均) | 경(鏡)○ 정(鉦)○ | ○구(求) ○용(溶) |